# Ausbaufacharbeiter
Der Ausbaufacharbeiter ist ein deutscher, staatlich anerkannter Ausbildungsberuf nach Berufsbildungsgesetz.

## Ausbildungsdauer
Die Ausbildungszeit zum Ausbaufacharbeiter beträgt in der Regel zwei Jahre. Die Ausbildung erfolgt an den Lernorten Betrieb und Berufsschule sowie als überbetriebliche Ausbildung.

## Arbeitsgebiete
In den „Vorschriften für den Ausbildungsberuf Ausbaufacharbeiter/Ausbaufacharbeiterin“ werden als Gegenstand der Berufsausbildung folgende Fertigkeiten und Kenntnisse gefordert:
1. Berufsbildung, Arbeits- und Tarifrecht
2. Aufbau und Organisation des Ausbildungsbetriebes
3. Sicherheit und Gesundheitsschutz bei der Arbeit
4. Umweltschutz
5. Auftragsübernahme, Leistungserfassung, Arbeitsplan und Ablaufplan
6. Einrichten, Sichern und Räumen von Baustellen
7. Prüfen, Lagern und Auswählen von Bau und Bauhilfsstoffen
8. Lesen und Anwenden von Zeichnungen, Anfertigen von Skizzen
9. Durchführungen von Messungen
10. Bearbeiten von Holz und herstellen von Holzbauteilen
11. Herstellen von Bauteilen aus Beton und Stahlbeton
12. Herstellen von Bauteilen aus Steinen
13. Prüfen und vorbereiten von Untergründen
14. Einbauen von Dämmstoffen für den Wärme-, Kälte-, Schall- und Brandschutz
15. Herstellen von Putzen und Stuck
16. Herstellen von Estrichen
17. Ansetzen und verlegen von Fliesen und Platten
18. Herstellen von Bauteilen im Trockenbau
19. Qualitätssichernde Maßnahmen und Berichtswesen

Die Ausbildung wird mit folgenden Schwerpunkten angeboten:
- Estricharbeiten
- Fliesen-, Platten- und Mosaikarbeiten
- Stuckateurarbeiten
- Trockenbauarbeiten
- Wärme-, Kälte- und Schallschutzarbeiten
- Zimmerarbeiten

## Weiterbildungsmöglichkeiten
Aufbauend auf dem Ausbaufacharbeiter Abschluss gibt es folgende Ausbildungen:
- Estrichleger
- Fliesen-, Platten- und Mosaikleger
- Stuckateur
- Trockenbaumonteur
- Wärme-, Kälte- und Schallschutzisolierer
- Zimmerer